# Bloomingdale (Nueva York)
Bloomingdale es un área no incorporada (o conocidas como aldea) ubicada en el condado de Essex en el estado estadounidense de Nueva York. Bloomingdale se encuentra ubicada dentro del pueblo de St. Armand.

## Geografía
Bloomingdale se encuentra ubicada en las coordenadas 44°24′28″N 74°5′15″O / 44.40778, -74.08750.